# 1916 aux échecs
| Années des échecs : 1913 - 1914 - 1915 - 1916 - 1917 - 1918 - 1919    |
| Décennies des échecs : 1880 - 1890 - 1900 - 1910 - 1920 - 1930 - 1940 |

Cet article présente les faits marquants de l'année 1916 aux échecs.

## Championnats nationaux
- Canada : Pas de championnat[1].
- Écosse : Pas de championnat pour cause de Première Guerre mondiale.

- Pays-Bas : Pas de championnat pour cause de Première Guerre mondiale.
- Royaume-Uni de Grande-Bretagne et d'Irlande : Pas de championnat pour cause de Première Guerre mondiale[2].
- Empire russe: Pas de championnat[3].
- Suisse : Pas de championnat [4].

## Naissances
- Paul Keres

## Nécrologie
- En janvier : Robert Henry Barnes (en)
- 28 avril : Josep Tolosa
- 1er juin : Julius Leigh Jacobsen (en)
- 5 juillet : Friedrich Köhnlein (en)
- 6 juillet : Charles Paul Narcisse Moreau
- 26 juillet : Henry Charlick (en)
- 27 décembre : Hugo Süchting (en)